# Борис I Михайло
Борис I (інший варіант імені Богорис, у хрещенні Михайло) (1-а половина IX століття—2 травня 907) — правитель Болгарії з 852 до 889 року, після хрещення 864 року офіційний титул — князь. Син кагана Пресіана.
Запровадив християнство як державну релігію 865 року, при хрещенні узяв ім'я на честь візантійського імператора Михаїла III. 866 року придушив повстання поганської знаті. Вважається православним святим у ранзі рівноапостольного.

## Правління
854 року Великоморавський князь Ростислав переконав Бориса допомогти йому проти Східнофранкського королівства. У цей час хорвати розпочали війну проти Болгарії. Обидва народи до цього співіснували мирно, на підставі цього припускається, що хорватам заплатив Людовик, щоб вони напали на Болгарію та відволікли увагу Бориса від його союзу з Великою Моравією. У результаті хан Борис був змушений поступитись. Внаслідок воєнних дій 855 року мир між болгарами та східними франками було відновлено, і Ростислав був змушений боротись проти Людовика самотужки.

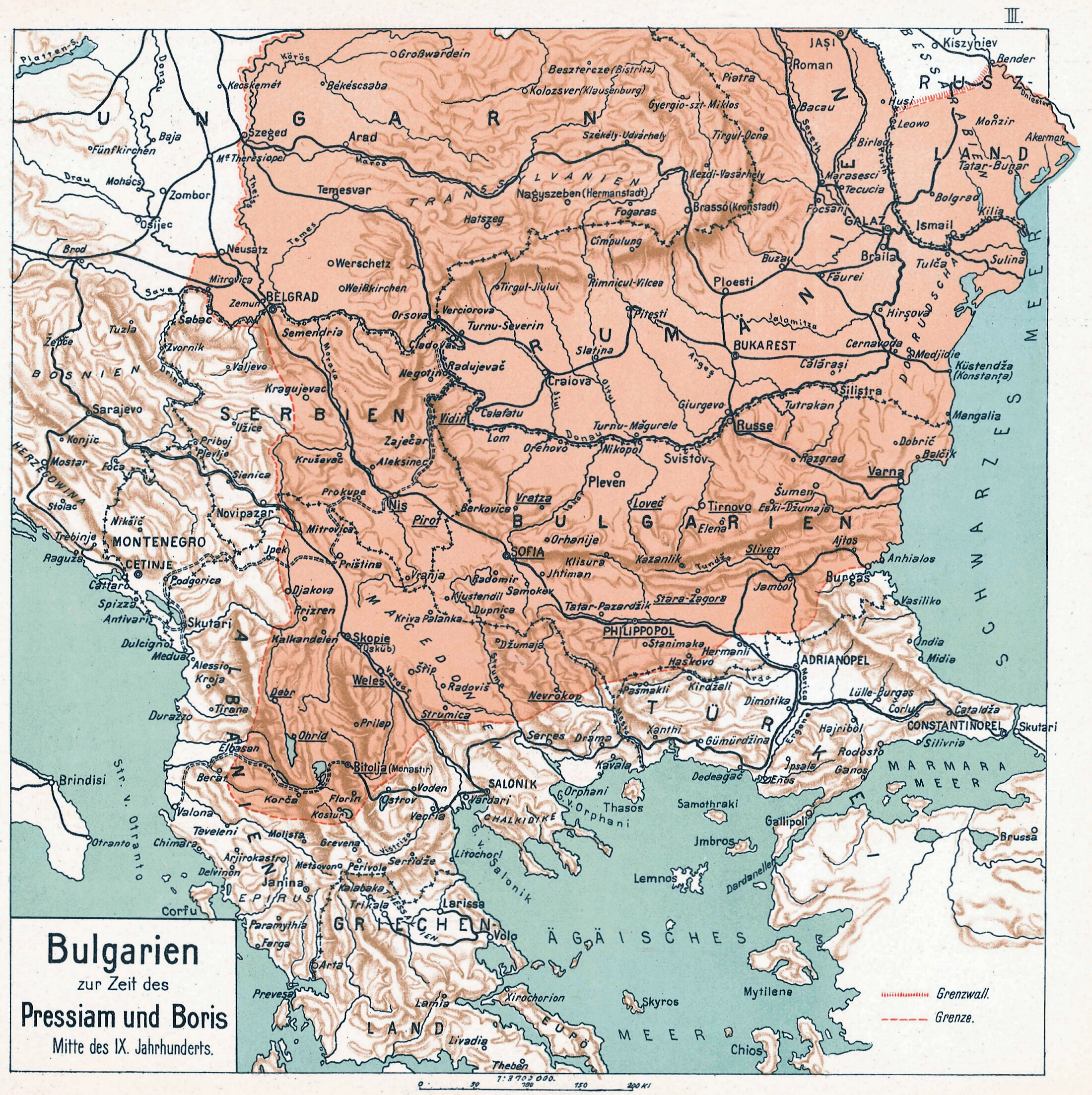
Перше Болгарське царство за часів Пресіана і Бориса I

Невдача чекала на нього і в боротьбі з Візантією у 855—856 роках. Болгарія втратила області Загора і Філіпополь. Не допоміг у боротьбі з Візантією і союз з Людовиком Німецьким, знову сталась поразка. Вдруге Візантія зажадала в обмін на мир не землі, а хрещення володаря.
Після смерті правителя Рашки Властиміра 860 року, державу було розділено між його синами. Борис, бажаючи скористатись смутою, вторгся до Рашки, але був переможений ще раз. Серби захопили його сина Володимира Расате й дванадцятьох бояр, зрештою Борис був змушений підписати мир.
867 року, скориставшись смутою в Візантії, болгари захопили місто Охрид.

## Передумови хрещення Болгарії
У військовій справі у Бориса справи складались не найкращим чином, болгарські війська зазнавали поразок, а в країні розпочався голод. Болгарська царівна потрапила у полон в Візантії, а спадкоємець престолу Володимир Расате потрапив у полон у Сербії. Полонений вчений грецький монах на ім'я Феодор Куфара став радником царя.
За часів правління імператриці Візантії блаженної Феодори, Борис вирішив розірвати мир та оголосив їй, що вирушить війною на Візантію. На це Феодора відповіла йому знаменитими словами:
|  | Якщо ти переможеш жінку, слава твоя не буде коштувати нічого; але якщо тебе розіб’є жінка, ти станеш посміховиськом для цілого світу. |

Після такої відповіді Борис віддав перевагу збереженню миру. Феодора ж повідомила йому, що готова за будь-який викуп повернути Феодора Куфара. Борис погодився на це, зажадавши повернути його сестру. Сестра Бориса була вихована при візантійському імператорському дворі, хрещена та виявилась глибоко віруючою людиною. Вона продовжила справу Феодора Куфари.
У той час монах на ім'я Мефодій написав картину «Страшного Суду» в одному з улюблених будинків царя. Борис хотів замовити картину на улюблену ним тематику полювання, однак монах відхилив прохання й наполіг, що тему обере на власний розсуд. Борис погодився, але за умови, щоб картина приводила глядачів у страх та захоплення. Цю умову Мефодій виконав: побачивши закінчену картину, Борис злякався Бога. Як стверджує літописець, це і стало остаточним аргументом на користь прийняття хрещення.

## Хрещення Болгарії

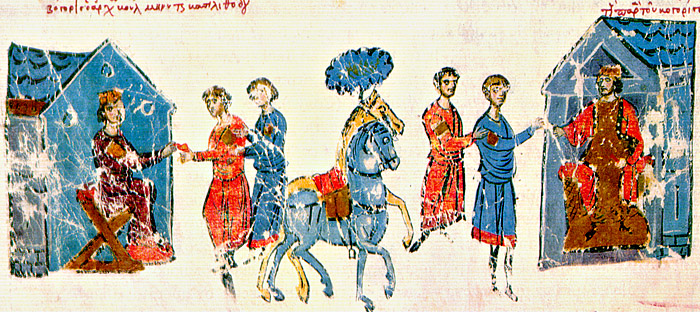
Цар Борис I відряджає послів до імператриці Феодори. Мініатюра з Часопису Іоанна Скилиці, початок XIII століття

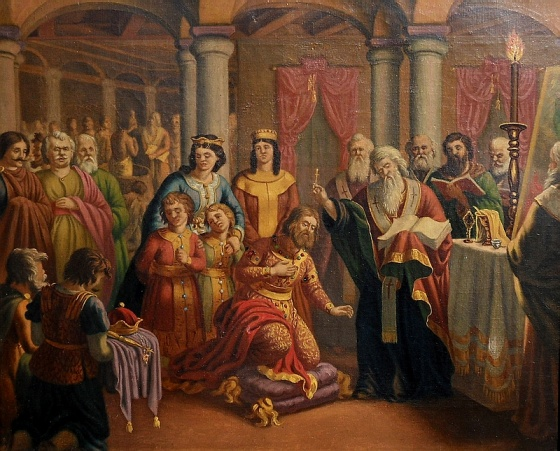
Хрещення Преславського двору, Н. Павлович, XIX століття.

Після низки військових невдач у походах проти Візантії Борис ухвалив рішення на початку 860-их років про прийняття християнства своїм народом і сам близько 865 року був хрещений під іменем Михайла — на честь сина імператриці Феодори. Послідовник Феофана відзначає особисту роль Феодори у справі християнізації Болгарії, хоча, відповідно до агіографічної традиції, основну причину хрещення вбачає у звільненні болгар за допомогою Бога від сильного голоду.
Причини прийняття християнства були глибшими. По-перше, поганська релігія заважала Болгарії у зовнішній політиці, тому що всі країни, з якими Болгарія укладала угоди, були християнськими — а різниця в релігії часто використовувалась як привід для порушення вже укладених угод. По-друге, християнство давало можливість усунути різницю між болгарами та слов'янами, що порівняно скоро призвело до формування єдиного етносу. Політичне визнання Болгарії іншими європейськими державами та затвердження єдиної влади всередині країни, були справжніми причинами прийняття християнства.
Через суперечності з патріархом Фотієм, Борис І підкорив болгарську церкву папі Миколаю I. 870 року після чотирирічної унії з Римською церквою повернувся під омофор нового константинопольського патріарха Ігнатія, який надав Болгарській єпархії широку автономію.
886 року прийняв вигнаних з Великої Моравії учнів Кирила й Мефодія Климента, Наума та інших.

## Зречення престолу
Виїхавши до монастиря, Борис передав владу сину Володимиру Расате, але коли той почав переслідування християнства, короткочасно повернувся до влади, скинув Володимира та посадив на престол іншого сина — царя Симеона I, який продовжив політику християнізації.
Канонізований Болгарською православною церквою як святий цар Борис Хреститель (болг. Св. цар Борис Покръстител).

## Вшанування пам'яті
У місті Варна є бульвар Князя Бориса I (бул. "Княз Борис I-ви")
У містах Софія, Видин, Пловдив, Плевен є вулиця Князя Бориса I (улица "Княз Борис I").
У місті Миколаїв вулицю Тверську перейменували на вулицю Бориса Хрестителя.

## Галерея

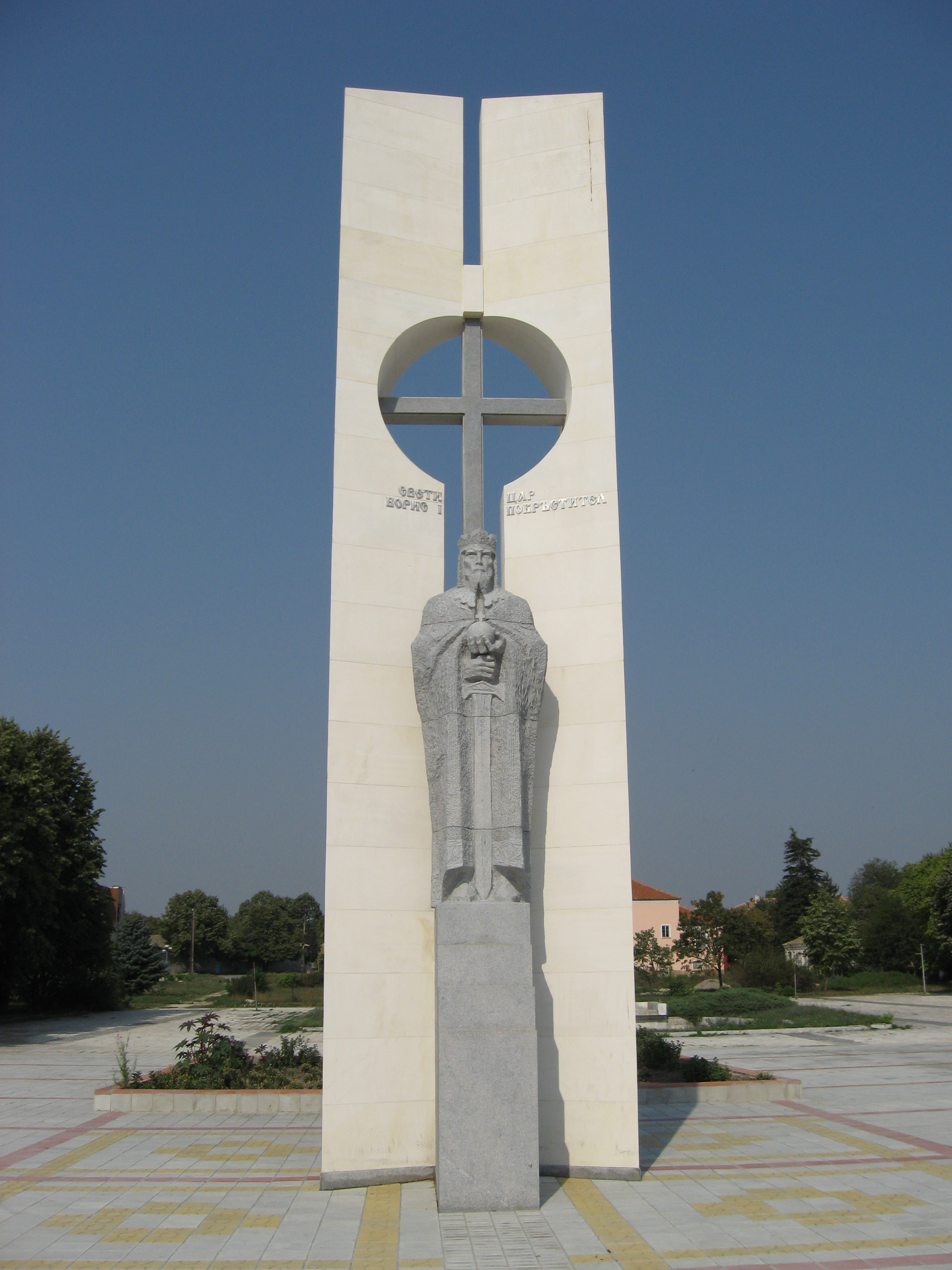
Монумент Князю Борису Хрестителю у місті Плиска